# Таязура руда
Таязу́ра руда (Morococcyx erythropygus) — вид зозулеподібних птахів родини зозулевих (Cuculidae). Мешкає в Мексиці і Центральній Америці. Це єдиний представник монотипового роду Руда таязура (Morococcyx).

## Опис

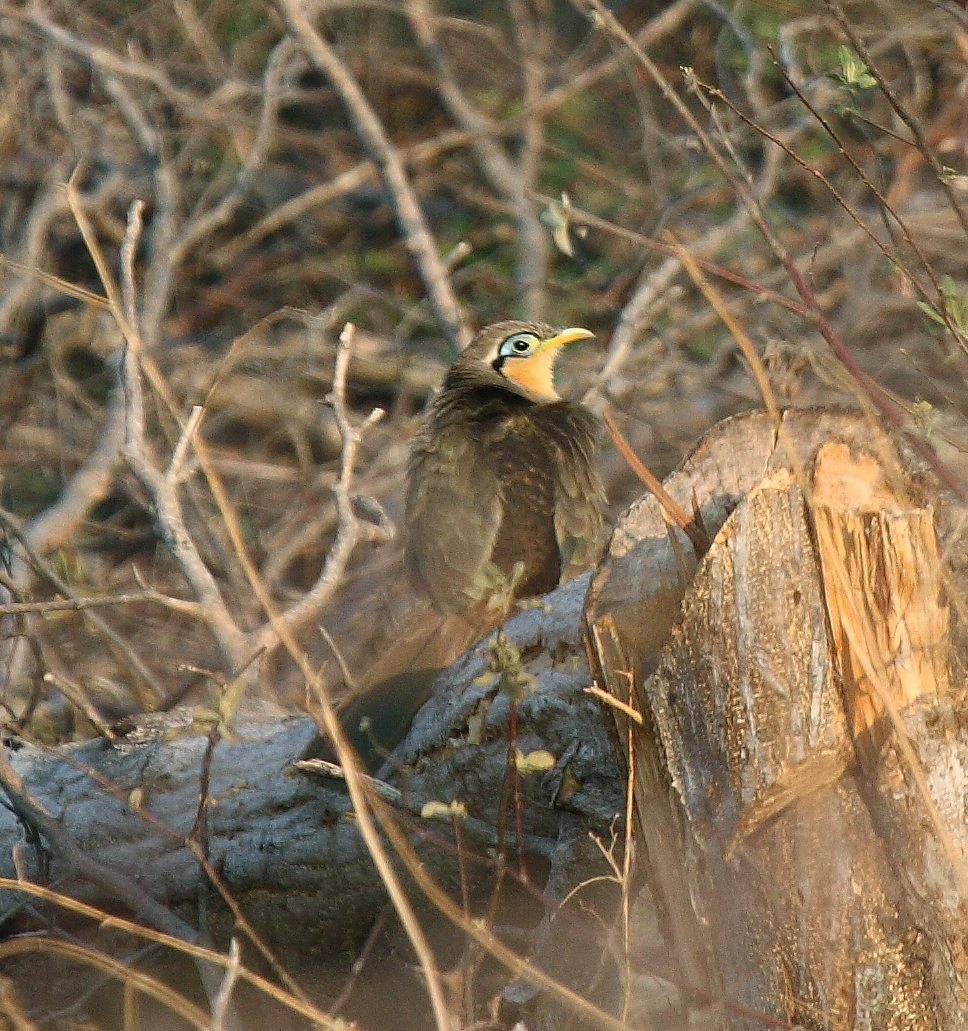
Руда таязура

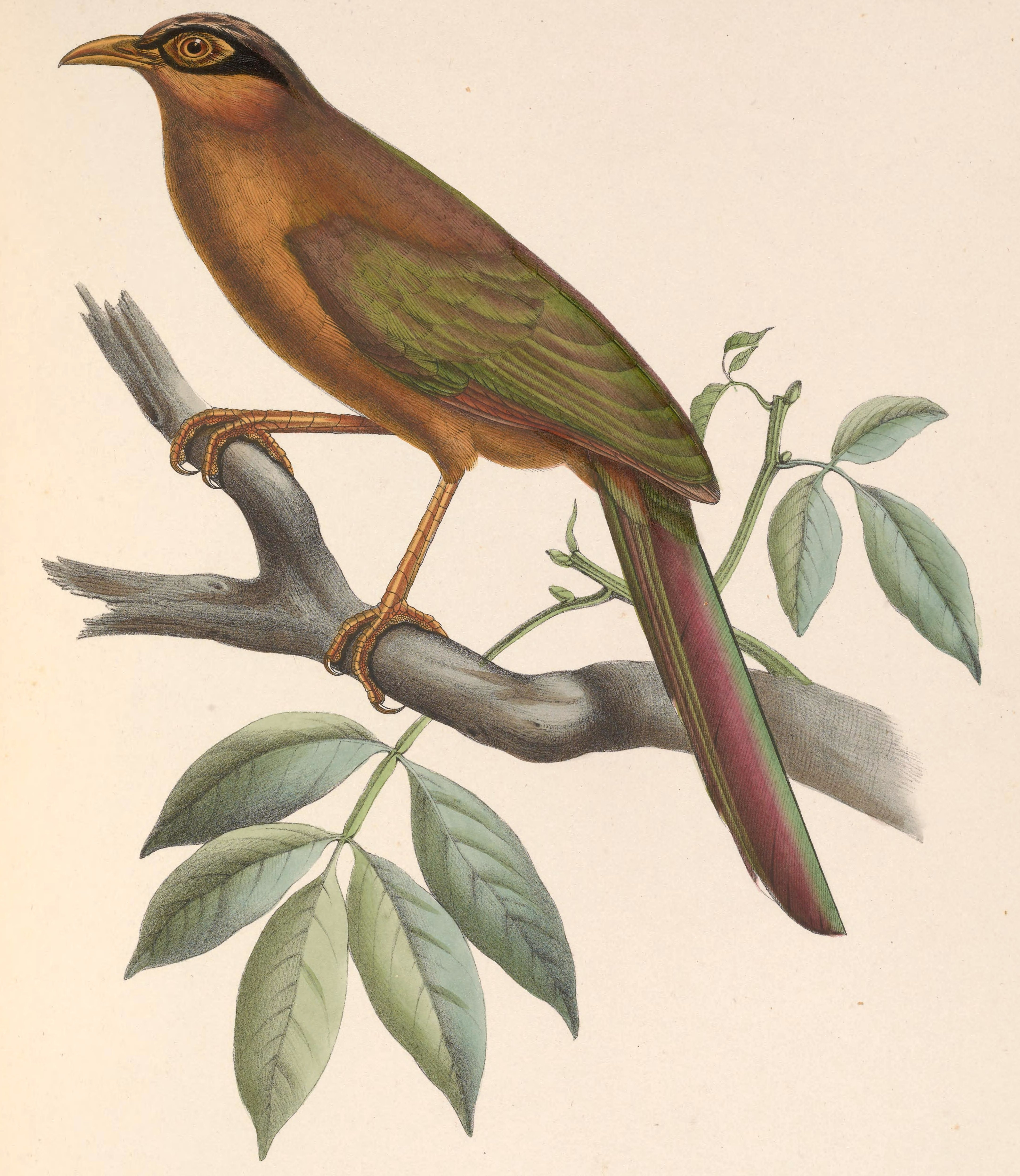
Руда таязура

Довжина птаха становить 25-28 см. Виду не притаманний статевий диморфізм. У представників номінативного підвиду верхня частина тіла сіро-коричнева або оливково-коричнева, блискуча. Нижня частина тіла рудувато-коричнева. Хвіст довгий, коричневий. Навколо очей плями голої жовтої і синьої шкіри, окаймлені чорним пір'ям. Дзьоб зверху чорний, знизу жовтий. Лапи довгі, коричневі або жовті. Представники підвиду M. e. mexicanus є меншими і блідішими, ніж представники номінативного підвиду.

## Підвиди
Виділяють два підвиди:
- M. e. mexicanus Ridgway, 1915 — західна і південна Мексика (від Сіналоа до перешийка Теуантепек);
- M. e. erythropygus (Lesson, R, 1842) — від південної Мексики (Оахака до північно-західної Коста-Рики.

## Поширення і екологія
Руді таязури мешкають в Мексиці, Гватемалі, Сальвадорі, Гондурасі, Нікарагуа і Коста-Риці. Вони живуть на посушливих відкритих рівнинах, на узліссях сухих тропічних лісів, в саванах і на плантаціях агави. Ведуть наземний спосіб життя, зустрічаються на висоті до 1500 м над рівнем моря. Живляться комахами, переважно твердокрилими і прямокрилими, яких шукають на землі або в чагарниках. Руді таязури не практикують гніздовий паразитизм. Вони гніздяться на землі, а за птлашенятами доглядають і самці, і самці.